# B.N.F
B.N.F (ビー・エヌ・エフ), de son vrai nom Takashi Kotegawa (小手川隆) (né le 5 mars 1978), est un investisseur et trader japonais devenu célèbre pour ses gains spectaculaires en bourse à partir de placements initiaux modestes. Principalement actif sur les marchés d'actions japonais, il est parvenu à transformer un capital de 1,6 million de yens (environ 15 000 euros) en une fortune de plusieurs milliards de yens (plus de 140 millions d'euros), exploitant les fluctuations du marché avec une stratégie fondée sur l'analyse technique et le trading de haute fréquence.
Il s'est fait connaître du grand public en 2005 lors de l'incident du fat-finger (en) sur le titre de la société J-Com (ja), un événement de vente massive sur le marché japonais qu'il a su exploiter en réalisant des profits importants en quelques heures seulement. Sa performance et ses compétences en trading lui ont valu une reconnaissance médiatique au Japon, où il est souvent perçu comme un modèle d'investisseur autodidacte.

## Biographie
Né à Ichikawa dans la préfecture de Chiba, il commence à investir en bourse en 2000 avec un capital de départ de 1,6 million de yens provenant de ses économies et de ses jobs étudiants. Il commence le trading en ligne alors qu'il est encore étudiant, mais abandonne ses études universitaires avant l'obtention de son diplôme, ne lui manquant plus que deux matières.
Il utilise les forums Cityscape Real-time Board et News Flash Board de 2channel pour collecter des informations, et publie occasionnellement des messages sous le pseudonyme Nanashi sur le fil de discussion Legend of the Stock Market Trader du forum Investment General Board.
Il devient célèbre en 2005 grâce à l'incident J-COM (ja). Le 17 mai 2008, il apparaît avec son portrait en première page du Nikkei.
Il investit également dans l'immobilier. En octobre 2008, il acquiert pour environ 9 milliards de yens le bâtiment commercial Chom Chom Akihabara de 10 étages et 1 sous-sol, situé en face de la gare d'Akihabara,, et en 2011, il achète pour environ 17 milliards de yens le bâtiment commercial AKIBA Cultures ZONE de 6 étages et 2 sous-sols, d'une superficie de 800 mètres carrés, situé à Sotokanda 1-chome (Akihabara) à Chiyoda, Tokyo.
Il achète une maison de luxe dans sa ville natale, offre une voiture de luxe à ses parents et acquiert un appartement dans une tour résidentielle, mais il ne mène pas une vie particulièrement luxueuse et passe la plupart de son temps enfermé dans sa salle de trading pour négocier seul.

## Anecdotes
Le pseudo « B.N.F » est inspiré de l'investisseur américain Victor Niederhoffer (en japonais, le V se dit B).
Il refuse de gérer l'argent des autres et n'envisage pas de devenir trader salarié pour une société de valeurs mobilières. Il a refusé la proposition de Masayoshi Son, fondateur de SoftBank, de gérer ses actifs.

### Citations
- Concernant les critiques formulées par Takao Kitabata (en), alors vice-ministre de l'Économie, du Commerce et de l'Industrie, lors d'une conférence organisée par une organisation affiliée au ministère en janvier 2008 à l'encontre des day traders, B.N.F déclare : « Je ne connais pas ses intentions exactes car c'était une conférence, mais je suis habitué aux critiques, donc cela ne m'a pas surpris[9] ».
- Le 4 décembre 2009, le Tribunal du district de Tokyo ordonne à la Bourse de Tokyo de verser 107 121 280,58 de yens de dommages et intérêts à Mizuho Securities (en) dans le cadre d'un procès intenté par cette dernière. Concernant cette affaire, B.N.F a déclaré : « Je n'ai pas d'opinion particulière à ce sujet. Cela ne me concerne pas, mais cela montre qu'en cas d'erreur de saisie individuelle, personne ne viendra à l'aide, donc je ferai attention à ne pas commettre moi-même d'erreur de saisie à l'avenir[10] ».

### Incident J-Com
C'est lors du scandale de l'ordre de vente massif des actions J-Com le 8 décembre 2005, lors de l'introduction en bourse de J-Com (ja), qu'un employé de Mizuho Securities a commis une erreur en saisissant un ordre de vente de 610 000 actions à 1 yen au lieu de 1 action à 610 000 yens, provoquant ainsi une perturbation du marché boursier.
B.N.F a acquis 7 100 actions lors de cet événement, en a revendu 1 100 le même jour et a réglé le solde de 6 000 actions (soit 41,38 % des actions émises) en espèces pour un montant de 2 035 millions de yens, comme indiqué dans le rapport de déclaration des grandes participations.

## Évolution du patrimoine
| Octobre 2000 | 1 640 000 yens      |  |
| Fin 2000     | 2 800 000 yens      |  |
| Fin 2001     | 61 000 000 yens     |  |
| Fin 2002     | 96 000 000 yens     |  |
| Fin 2003     | 270 000 000 yens    |  |
| Fin 2004     | 1 150 000 000 yens  |  |
| Fin 2005     | 8 000 000 000 yens  |  |
| Fin 2006     | 15 700 000 000 yens |  |
| Fin 2007     | 18 500 000 000 yens |  |
| Début 2008   | 19 000 000 000 yens |  |

### Actions détenues
Le 1er juin 2009, il est inscrit comme neuvième plus grand actionnaire (au 31 mars 2009) dans l'« Avis de convocation à la 46ème assemblée générale ordinaire des actionnaires » d'Orix. Il détenait 1 070 000 actions, ce qui représentait 1,19 % des droits de vote, faisant de lui le principal actionnaire individuel.

## Personnage de fiction
Dans le tome 19 du manga Wild Life (en), un personnage nommé B.N.F apparaît en tant que professionnel de la bourse. Bien qu'il s'agisse d'un manga sur des vétérinaires, l'auteur a mené des recherches sur ce sujet et a inclus ce personnage dans l'histoire en raison de son intérêt personnel.